# 森平雅彦
森平 雅彦（もりひら まさひこ、1972年 - ）は、日本の歴史学者、九州大学大学院人文科学研究院歴史学部門朝鮮史学講座教授。専門は朝鮮史。
東京大学大学院人文社会系研究科博士課程単位取得退学。第2期日韓歴史共同研究委員会研究委員（中近世）。
第2回日韓歴史共同研究「10世紀～13世紀前半における日麗関係史の諸問題―日本語による研究成果を中心に―」を発表している。

## 著書

### 単著
- 『モンゴル帝国の覇権と朝鮮半島』（世界史リブレット99）、2011年5月、山川出版社
- 『モンゴル覇権下の高麗―帝国秩序と王国の対応―』、2013年11月、名古屋大学出版会

### 共著
- 田中俊明・平郡達哉・森平雅彦・桑野栄治・河かおる・太田修『朝鮮の歴史』、2008年4月、昭和堂
- 森平雅彦・岩崎義則・高山倫明編集『東アジア世界の交流と変容』、2011年3月、九州大学出版会
- 朝鮮史研究会編集『朝鮮史研究入門』、2011年6月、名古屋大学出版会
- 羽田正編集『東アジア海域に漕ぎ出す1　海から見た歴史』、2013年1月、東京大学出版会
- 森平雅彦編集『中近世の朝鮮半島と海域交流』（東アジア海域叢書14）、2013年5月、汲古書院